# Segesser
Segesser ist ein deutscher Familienname.

## Namensträger
- Agnes von Segesser (Agnes Segesser von Brunegg; 1884–1964), Schweizer Schriftstellerin
- Albrecht Segesser von Brunegg (1528/1534–1605), Schweizer Ratsherr und Landvogt
- Anna von Segesser (1887–1973), Schweizer Krankenschwester und Redaktorin
- Anna Segesser von Brunegg (1580–1630), Schweizer Geistliche, Äbtissin zu Gutenzell
- Beat Jakob Segesser von Brunegg (1582–1635), Schweizer Vogt
- Bernhard Segesser von Brunegg († 1565), Schweizer Patrizier und Ministeriale
- Daniel Marc Segesser (* 1967), schweizerischer Historiker
- Franciscus Segesser von Brunegg (1587–1626), Schweizer Offizier, Kommandant der Schweizergarde
- Franz von Segesser von Brunegg (1854–1936), Schweizer Geistlicher und Pädagoge
- Franz Christoph Segesser von Brunegg (1742–1812), deutscher Hofbeamter
- Franz Josef Segesser von Brunegg (1717–1792), schweizerisch-deutscher Schlossbesitzer und Hofbeamter
- Franz Ludwig Segesser von Brunegg (1776–1843), Schweizer Archivar und Politiker
- Hans Albrecht Segesser von Brunegg († 1611), Schweizer Ratsherr und Offizier
- Hans Kaspar Segesser von Brunegg (1716–1776), deutsch-schweizerischer Jesuit
- Heinrich Viktor von Segesser (1843–1900), Schweizer Architekt, Restaurator und Offizier
- Johann Jakob Segesser von Brunegg (1589–1618), Schweizer Malteserritter und Schweizergardist
- Joseph Placidus von Segesser von Brunegg (1803–1878), Schweizer Architekt
- Jost Segesser von Brunegg (um 1534–1592), Schweizer Militär und Diplomat
- Kaspar Jakob Segesser von Brunegg (1663–1730), Schweizer Hofbeamter, Gerichts- und Schlossherr
- Maria Segesser von Brunegg (um 1534–1610), Schweizer Geistliche, Äbtissin zu Gutenzell
- Maria Franziska Hortensia Segesser von Brunegg (1723–1793), Schweizer Äbtissin
- Philipp Anton von Segesser (1817–1888), Schweizer Staatsmann
- Stephan Alexander Segesser von Brunegg (1570–1629), Schweizer Offizier, Kommandant der Schweizergarde
- Xaver von Segesser von Brunegg (1814–1874), Schweizer Architekt und Hotelier